# 2000年のNFLドラフト
2000年のNFLドラフトは65回目のNFLドラフト。2000年4月15日から16日までの2日間ニューヨークのマディソン・スクエア・ガーデンで開催された。
ドラフト指名順は、1999年のレギュラーシーズンの成績が悪かったチームから完全ウェーバー制で行われ、クリーブランド・ブラウンズは全体1位でペンシルベニア州立大学のDEコートニー・ブラウンを指名した。ブラウンズは前年守備の喪失ヤードがNFLワーストでありディフェンスの改善への貢献が期待された。1年目の2000年は4.5サック、2年目は5試合に出場した後、怪我でシーズンを棒に振った。その後3シーズンで26試合の出場にとどまるなど、ブラウンズに在籍した5年間で33試合に欠場した。2005年、ブラウンズは安い金額でブラウンとの契約を望んでいたが彼はデンバー・ブロンコスと契約しチームを去った。ブラウンズのドラフトでの期待外れ、バストの1人として名前が挙がる。
全体2位でもペンシルベニア州立大学のラバー・アーリントンが指名された。ニューヨーク・ジェッツが1巡で4名の選手を指名したがこれはドラフト史上初めてのことであった。
全体17位でオークランド・レイダースはプレースキッカーのセバスチャン・ジャニコウスキーを指名した。キッカーとしてのみプレーする選手がドラフト1巡で指名されるのは初めてのことであった。
トム・ブレイディは後にシーズンMVPに3度選ばれスーパーボウルでも優勝したがドラフトでの評価は高くなく、6巡全体199位でニューイングランド・ペイトリオッツに指名された。
全米ではNFLネットワークとESPNによって放送された。

## 指名選手
指名順位の数字の後の*は、FAで失った選手に対して自動的に計算し与えられる補償ドラフト、**は、前年のエクスパンションチームであるクリーブランド・ブラウンズに与えられる指名権を示す。

### 1巡指名選手
| 指名順位 | チーム                       | 選手名                         | ポジション | 出身大学               |
| 1        | クリーブランド・ブラウンズ   | コートニー・ブラウン           | DE         | ペンシルベニア州立大学 |
| 2        | ワシントン・レッドスキンズ   | ラバー・アーリントン           | LB         | ペンシルベニア州立大学 |
| 3        | ワシントン・レッドスキンズ   | クリス・サミュエルズ           | OT         | アラバマ大学           |
| 4        | シンシナティ・ベンガルズ     | ピーター・ウォーリック         | WR         | フロリダ州立大学       |
| 5        | ボルチモア・レイブンズ       | ジャマール・ルイス             | RB         | テネシー大学           |
| 6        | フィラデルフィア・イーグルス | コーリー・サイモン             | DT         | フロリダ州立大学       |
| 7        | アリゾナ・カージナルス       | トーマス・ジョーンズ           | RB         | バージニア大学         |
| 8        | ピッツバーグ・スティーラーズ | プラキシコ・バレス             | WR         | ミシガン州立大学       |
| 9        | シカゴ・ベアーズ             | ブライアン・アーラッカー       | LB         | ニューメキシコ大学     |
| 10       | ボルチモア・レイブンズ       | トラビス・テイラー             | WR         | フロリダ大学           |
| 11       | ニューヨーク・ジャイアンツ   | ロン・デイン                   | RB         | ウィスコンシン大学     |
| 12       | ニューヨーク・ジェッツ       | ショーン・エリス               | DE         | テネシー大学           |
| 13       | ニューヨーク・ジェッツ       | ジョン・エイブラハム           | DE         | サウスカロライナ大学   |
| 14       | グリーンベイ・パッカーズ     | ババ・フランクス               | TE         | マイアミ大学           |
| 15       | デンバー・ブロンコス         | デルタ・オニール               | CB         | カリフォルニア大学     |
| 16       | サンフランシスコ・49ers      | ジュリアン・ピーターソン       | LB         | ミシガン州立大学       |
| 17       | オークランド・レイダース     | セバスチャン・ジャニコウスキー | K          | フロリダ州立大学       |
| 18       | ニューヨーク・ジェッツ       | チャド・ペニントン             | QB         | マーシャル大学         |
| 19       | シアトル・シーホークス       | ショーン・アレキサンダー       | RB         | アラバマ大学           |
| 20       | デトロイト・ライオンズ       | ストッカー・マクダグル         | OT         | オクラホマ大学         |
| 21       | カンザスシティ・チーフス     | シルベスター・モリス           | WR         | ジャクソン州立大学     |
| 22       | シアトル・シーホークス       | クリス・マキントッシュ         | OT         | ウィスコンシン大学     |
| 23       | カロライナ・パンサーズ       | ラシャード・アンダーソン       | CB         | ジャクソン州立大学     |
| 24       | サンフランシスコ・49ers      | アーメド・プラマー             | CB         | オハイオ州立大学       |
| 25       | ミネソタ・バイキングス       | クリス・ホーバン               | DT         | ボストンカレッジ       |
| 26       | バッファロー・ビルズ         | エリック・フラワーズ           | DE         | アリゾナ州立大学       |
| 27       | ニューヨーク・ジェッツ       | アンソニー・ベクト             | TE         | ウェストバージニア大学 |
| 28       | インディアナポリス・コルツ   | ロブ・モリス                   | LB         | BYU                    |
| 29       | ジャクソンビル・ジャガーズ   | R・ジェイ・ソワード            | WR         | USC                    |
| 30       | テネシー・タイタンズ         | キース・バラック               | LB         | シラキュース大学       |
| 31       | セントルイス・ラムズ         | トラング・キャニデイト         | RB         | アリゾナ大学           |

### 2巡指名選手
| 指名順位 | チーム                             | 選手名                   | ポジション | 出身大学               |
| 32       | クリーブランド・ブラウンズ         | デニス・ノースカット     | WR         | アリゾナ大学           |
| 33       | ニューオーリンズ・セインツ         | ダレン・ハワード         | DE         | カンザス州立大学       |
| 34       | シンシナティ・ベンガルズ           | マーク・ローマン         | S          | LSU                    |
| 35       | サンフランシスコ・49ers            | ジョン・エンゲルバーガー | DE         | バージニア工科大学     |
| 36       | フィラデルフィア・イーグルス       | トッド・ピンクストン     | WR         | サザンミシシッピ大学   |
| 37       | アトランタ・ファルコンズ           | トラビス・クラリッジ     | OG         | USC                    |
| 38       | ピッツバーグ・スティーラーズ       | マーベル・スミス         | OT         | アリゾナ州立大学       |
| 39       | シカゴ・ベアーズ                   | マイク・ブラウン         | LB         | ネブラスカ大学         |
| 40       | デンバー・ブロンコス               | イアン・ゴールド         | LB         | ミシガン大学           |
| 41       | アリゾナ・カージナルス             | レイノック・トンプソン   | LB         | テネシー大学           |
| 42       | ニューヨーク・ジャイアンツ         | コーネリアス・グリフィン | DT         | アラバマ大学           |
| 43       | サンディエゴ・チャージャーズ       | ロジャース・ベケット     | SS         | マーシャル大学         |
| 44       | グリーンベイ・パッカーズ           | チャド・クリフトン       | OT         | テネシー大学           |
| 45       | デンバー・ブロンコス               | ケノイ・ケネディ         | SS         | アーカンソー大学       |
| 46       | ニューイングランド・ペイトリオッツ | エイドリアン・クレム     | OT         | ハワイ大学             |
| 47       | オークランド・レイダース           | ジェリー・ポーター       | WR         | ウェストバージニア大学 |
| 48       | サンフランシスコ・49ers            | ジェイソン・ウェブスター | CB         | テキサスA&M大学        |
| 49       | ダラス・カウボーイズ               | ドウェイン・グッドリッチ | CB         | テネシー大学           |
| 50       | デトロイト・ライオンズ             | バレット・グリーン       | LB         | ウェストバージニア大学 |
| 51       | タンパベイ・バッカニアーズ         | コージー・コールマン     | OG         | テネシー大学           |
| 52       | シアトル・シーホークス             | アイク・チャールトン     | CB         | バージニア工科大学     |
| 53       | マイアミ・ドルフィンズ             | トッド・ウェイド         | OT         | ミシシッピ大学         |
| 54       | カンザスシティ・チーフス           | ウィリアム・バーティー   | CB         | オクラホマ大学         |
| 55       | ミネソタ・バイキングス             | フレッド・ロビンズ       | DT         | ウェイクフォレスト大学 |
| 56       | ミネソタ・バイキングス             | マイケル・ボワロー       | DE         | マイアミ大学           |
| 57       | カロライナ・パンサーズ             | ディオン・グラント       | FS         | テネシー大学           |
| 58       | バッファロー・ビルズ               | トラバレス・ティルマン   | FS         | ジョージア工科大学     |
| 59       | インディアナポリス・コルツ         | マーカス・ワシントン     | LB         | オーバーン大学         |
| 60       | ジャクソンビル・ジャガーズ         | ブラッド・ミースター     | C          | 北アイオワ大学         |
| 61       | フィラデルフィア・イーグルス       | ボビー・ウィリアムズ     | OG         | アーカンソー大学       |
| 62       | セントルイス・ラムズ               | ジャコビー・シェファード | CB         | オクラホマ州立大学     |

### 3巡指名選手
| 指名順位 | チーム                             | 選手名                   | ポジション | 出身大学                       |
| 63       | クリーブランド・ブラウンズ         | トラビス・プレンティス   | RB         | マイアミ大学                   |
| 64       | ワシントン・レッドスキンズ         | ロイド・ハリソン         | CB         | ノースカロライナ州立大学       |
| 65       | サンフランシスコ・49ers            | ジョバンニ・カーマッチ   | QB         | ホフストラ大学                 |
| 66       | シンシナティ・ベンガルズ           | ロン・ダガンズ           | WR         | フロリダ州立大学               |
| 67       | アトランタ・ファルコンズ           | マーク・シモノー         | LB         | カンザス州立大学               |
| 68       | テネシー・タイタンズ               | エロン・キニー           | TE         | フロリダ大学                   |
| 69       | シカゴ・ベアーズ                   | デズ・ホワイト           | WR         | ジョージア工科大学             |
| 70       | デンバー・ブロンコス               | クリス・コール           | WR         | テキサスA&M大学                |
| 71       | アリゾナ・カージナルス             | ダーウィン・ウォーカー   | DT         | テネシー大学                   |
| 72       | ピッツバーグ・スティーラーズ       | ケンドリック・クランシー | DT         | ミシシッピ大学                 |
| 73       | ニューヨーク・ジャイアンツ         | ロン・ディクソン         | WR         | ランバス大学                   |
| 74       | グリーンベイ・パッカーズ           | スティーブ・ウォーレン   | DT         | ネブラスカ大学                 |
| 75       | ボルチモア・レイブンズ             | クリス・レッドマン       | QB         | ルイビル大学                   |
| 76       | ニューイングランド・ペイトリオッツ | J・R・レドモンド         | RB         | アリゾナ州立大学               |
| 77       | ピッツバーグ・スティーラーズ       | ハンク・ポティート       | CB         | ピッツバーグ大学               |
| 78       | ニューヨーク・ジェッツ             | ラバーニアス・コールズ   | WR         | フロリダ州立大学               |
| 79**     | クリーブランド・ブラウンズ         | ジャジュアン・ドーソン   | WR         | テュレーン大学                 |
| 80       | シアトル・シーホークス             | ダレル・ジャクソン       | WR         | フロリダ大学                   |
| 81       | デトロイト・ライオンズ             | ルーベン・ドロウンズ     | RB         | オレゴン大学                   |
| 82       | カロライナ・パンサーズ             | レアンダー・ジョーダン   | OT         | オレゴン大学                   |
| 83       | サンディエゴ・チャージャーズ       | ダミオン・マキントッシュ | OT         | カンザス州立大学               |
| 84       | マイアミ・ドルフィンズ             | ベン・ケリー             | CB         | コロラド大学                   |
| 85       | カンザスシティ・チーフス           | グレッグ・ウェズリー     | FS         | アーカンソー大学パインブラフ校 |
| 86       | サンフランシスコ・49ers            | ジェフ・ウルブリック     | LB         | ハワイ大学                     |
| 87       | シカゴ・ベアーズ                   | ダスティン・ライマン     | TE         | ウェイクフォレスト大学         |
| 88       | ミネソタ・バイキングス             | ダグ・チャップマン       | RB         | マーシャル大学                 |
| 89       | バッファロー・ビルズ               | コーリー・ムーア         | LB         | バージニア工科大学             |
| 90       | タンパベイ・バッカニアーズ         | ネイト・ウェブスター     | LB         | マイアミ大学                   |
| 91       | インディアナポリス・コルツ         | デビッド・マクリン       | CB         | ペンシルベニア州立大学         |
| 92       | ジャクソンビル・ジャガーズ         | T・J・スローター         | LB         | サザンミシシッピ大学           |
| 93       | テネシー・タイタンズ               | バイロン・フリッチ       | DE         | BYU                            |
| 94       | セントルイス・ラムズ               | ジョン・セントクレア     | OT         | バージニア大学                 |

### 4巡指名選手
| 指名順位 | チーム                             | 選手名                                               | ポジション                                           | 出身大学                                             |
| 95       | クリーブランド・ブラウンズ         | ルイス・サンダース                                   | CB                                                   | メリーランド大学                                     |
| 96       | ニューオーリンズ・セインツ         | テレル・スミス                                       | FB                                                   | アリゾナ州立大学                                     |
| 97       | シンシナティ・ベンガルズ           | カーティス・キートン                                 | RB                                                   | ジェームズ・マディソン大学                           |
| 98       | グリーンベイ・パッカーズ           | ナイル・ディグス                                     | LB                                                   | オハイオ州立大学                                     |
| 99       | フィラデルフィア・イーグルス       | ガリ・スコット                                       | WR                                                   | ミシガン州立大学                                     |
| 100      | アトランタ・ファルコンズ           | マイケル・トンプソン                                 | OT                                                   | テネシー州立大学                                     |
| 101      | デンバー・ブロンコス               | ジェリー・ジョンソン                                 | DT                                                   | フロリダ州立大学                                     |
| 102      | アリゾナ・カージナルス             | デビッド・バレット                                   | CB                                                   | アーカンソー大学                                     |
| 103      | ピッツバーグ・スティーラーズ       | ダニー・ファーマー                                   | WR                                                   | UCLA                                                 |
| 104      | セントルイス・ラムズ               | カウラナ・ノア                                       | OG                                                   | ハワイ大学                                           |
| 105      | ニューヨーク・ジャイアンツ         | ブランドン・ショート                                 | LB                                                   | ペンシルベニア州立大学                               |
| 106      | ミネソタ・バイキングス             | アントニオ・ウィルソン                               | LB                                                   | テキサスA&M大学コマース校                            |
|          | ニューイングランド・ペイトリオッツ | 前年の追加ドラフトで指名を行ったため指名権を失った。 | 前年の追加ドラフトで指名を行ったため指名権を失った。 | 前年の追加ドラフトで指名を行ったため指名権を失った。 |
| 107      | オークランド・レイダース           | ジュニア・イオアネ                                   | DE                                                   | アリゾナ州立大学                                     |
| 108      | サンフランシスコ・49ers            | ジョン・キース                                       | S                                                    | ファーマン大学                                       |
| 109      | ダラス・カウボーイズ               | カリーム・ラリモア                                   | CB                                                   | ウェストテキサスA&M大学                              |
| 110**    | クリーブランド・ブラウンズ         | アーロン・シェイ                                     | TE                                                   | ミシガン大学                                         |
| 111      | サンディエゴ・チャージャーズ       | トレバー・ゲイラー                                   | WR                                                   | マイアミ大学                                         |
| 112      | デンバー・ブロンコス               | クーパー・カスティーユ                               | OG                                                   | フロリダ大学                                         |
| 113      | サンディエゴ・チャージャーズ       | レナード・カーソン                                   | DT                                                   | オーバーン大学                                       |
| 114      | グリーンベイ・パッカーズ           | アンソニー・ルーカス                                 | WR                                                   | アーカンソー大学                                     |
| 115      | カンザスシティ・チーフス           | フランク・モロー                                     | RB                                                   | ルイビル大学                                         |
| 116      | シアトル・シーホークス             | マーカス・ベル                                       | LB                                                   | アリゾナ大学                                         |
| 117      | マイアミ・ドルフィンズ             | ディオン・ダイアー                                   | FB                                                   | ノースカロライナ大学                                 |
| 118      | ミネソタ・バイキングス             | タイロン・カーター                                   | S                                                    | ミネソタ大学                                         |
| 119      | シアトル・シーホークス             | アイザイア・カキヴェンスキー                         | LB                                                   | ハーバード大学                                       |
| 120      | カロライナ・パンサーズ             | アルビン・マッキンリー                               | DE                                                   | ミシシッピ州立大学                                   |
| 121      | バッファロー・ビルズ               | アビオン・ブラック                                   | WR                                                   | テネシー州立大学                                     |
| 122      | インディアナポリス・コルツ         | ジョシュ・ウィリアムズ                               | DT                                                   | ミシガン大学                                         |
| 123      | ジャクソンビル・ジャガーズ         | ジョーイ・チュスツ                                   | OT                                                   | ルイジアナ工科大学                                   |
| 124      | テネシー・タイタンズ               | ボビー・マイアーズ                                   | S                                                    | ウィスコンシン大学                                   |
| 125      | シカゴ・ベアーズ                   | レジー・オースティン                                 | CB                                                   | ウェイクフォレスト大学                               |
| 126*     | グリーンベイ・パッカーズ           | ゲイリー・ベリー                                     | S                                                    | オハイオ州立大学                                     |
| 127*     | ニューイングランド・ペイトリオッツ | グレッグ・ランドール                                 | OT                                                   | ミシガン州立大学                                     |
| 128*     | テネシー・タイタンズ               | ピーター・サーモン                                   | LB                                                   | オレゴン大学                                         |
| 129*     | ワシントン・レッドスキンズ         | マイケル・ムーア                                     | OG                                                   | トロイ州立大学                                       |

### 5巡指名選手
| 指名順位 | チーム                             | 選手名                     | ポジション | 出身大学                 |
| 130      | クリーブランド・ブラウンズ         | アンソニー・マルブロー     | CB         | テキサス工科大学         |
| 131      | ニューオーリンズ・セインツ         | タタン・レイズ             | OG         | ミシシッピ大学           |
| 132      | サンフランシスコ・49ers            | ポール・スミス             | RB         | テキサス大学エルパソ校   |
| 133      | シンシナティ・ベンガルズ           | ロバート・ビーン           | CB         | ミシシッピ州立大学       |
| 134      | アトランタ・ファルコンズ           | アンソニー・ミジェット     | CB         | バージニア工科大学       |
| 135      | テネシー・タイタンズ               | アリック・モリス           | S          | ミシガン州立大学         |
| 136      | アリゾナ・カージナルス             | マオ・トシ                 | DT         | アイダホ大学             |
| 137      | ピッツバーグ・スティーラーズ       | クラーク・ハガンズ         | LB         | コロラド州立大学         |
| 138      | インディアナポリス・コルツ         | マット・ジョンソン         | C          | BYU                      |
| 139      | セントルイス・ラムズ               | ブライアン・ヤング         | DT         | テキサス大学エルパソ校   |
| 140      | ニューヨーク・ジャイアンツ         | ラルフ・ブラウン           | CB         | ネブラスカ大学           |
| 141      | ニューイングランド・ペイトリオッツ | デイブ・スタチェルスキー   | TE         | ボイシ州立大学           |
| 142      | オークランド・レイダース           | シェーン・レクラー         | P          | テキサスA&M大学          |
| 143      | ニューヨーク・ジェッツ             | ウィンドレル・ヘイズ       | WR         | USC                      |
| 144      | ダラス・カウボーイズ               | マイケル・ワイリー         | WR         | オハイオ州立大学         |
| 145      | デトロイト・ライオンズ             | トッド・フランツ           | S          | タルサ大学               |
| 146**    | クリーブランド・ブラウンズ         | ラマー・チャップマン       | CB         | カンザス州立大学         |
| 147      | カロライナ・パンサーズ             | ギリス・ウィルソン         | DE         | サザン大学               |
| 148      | ボルチモア・レイブンズ             | リチャード・メルシャー     | OG         | マイアミ大学             |
| 149      | グリーンベイ・パッカーズ           | カビール・カジャビアミラ   | DE         | サンディエゴ州立大学     |
| 150      | サンフランシスコ・49ers            | ジョン・ミレム             | DE         | レノア・リン大学         |
| 151      | グリーンベイ・パッカーズ           | ジョーイ・ジェイミソン     | WR         | テキサスサザン大学       |
| 152      | マイアミ・ドルフィンズ             | アータロ・フリーマン       | S          | サウスカロライナ大学     |
| 153      | カンザスシティ・チーフス           | ダンテ・ホール             | WR         | テキサスA&M大学          |
| 154      | デンバー・ブロンコス               | ミュナー・ムーア           | WR         | リッチモンド大学         |
| 155      | ワシントン・レッドスキンズ         | クインシー・サンダース     | S          | ネバダ大学ラスベガス校   |
| 156      | バッファロー・ビルズ               | サミー・モリス             | FB         | テキサス工科大学         |
| 157      | タンパベイ・バッカニアーズ         | ジェームズ・ワーレン       | TE         | ケンタッキー大学         |
| 158      | ニューオーリンズ・セインツ         | オースティン・ウィートリー | TE         | アイオワ大学             |
| 159      | ジャクソンビル・ジャガーズ         | キーワーキー・トーマス     | CB         | ジョージアサザン大学     |
| 160      | テネシー・タイタンズ               | フランク・チェンバレン     | LB         | ボストンカレッジ         |
| 161      | ニューイングランド・ペイトリオッツ | ジェフ・マリオット         | OG         | ミズーリ大学             |
| 162*     | カンザスシティ・チーフス           | パット・デニス             | CB         | ルイジアナ大学モンロー校 |
| 163*     | ピッツバーグ・スティーラーズ       | ティー・マーティン         | QB         | テネシー大学             |
| 164*     | アリゾナ・カージナルス             | ジェイ・タント             | TE         | ノースウェスタン大学     |
| 165*     | ミネソタ・バイキングス             | トロイ・ウォルタース       | WR         | スタンフォード大学       |
| 166*     | ニューオーリンズ・セインツ         | チャド・モートン           | RB         | USC                      |

### 6巡指名選手
| 指名順位 | チーム                             | 選手名                             | ポジション | 出身大学                       |
| 167      | マイアミ・ドルフィンズ             | アーネスト・グラント               | DT         | アーカンソー大学パインブラフ校 |
| 168      | ニューオーリンズ・セインツ         | マーク・バルジャー                 | QB         | ウェストバージニア大学         |
| 169      | シンシナティ・ベンガルズ           | ニール・ラッカーズ                 | K          | イリノイ大学                   |
| 170      | シカゴ・ベアーズ                   | フランク・マーフィー               | WR         | カンザス州立大学               |
| 171      | フィラデルフィア・イーグルス       | トーマス・ハムナー                 | RB         | ミネソタ大学                   |
| 172      | アトランタ・ファルコンズ           | マレノ・フィリアウ                 | WR         | トロイ州立大学                 |
| 173      | ピッツバーグ・スティーラーズ       | クリス・コブス                     | DE         | デューク大学                   |
| 174      | シカゴ・ベアーズ                   | ポール・エディンガー               | K          | ミシガン州立大学               |
| 175      | シアトル・シーホークス             | ジェームズ・ウィリアムズ           | WR         | マーシャル大学                 |
| 176      | アリゾナ・カージナルス             | ジャバリ・イッサ                   | DE         | ワシントン大学                 |
| 177      | ニューヨーク・ジャイアンツ         | ダーニ・ジョーンズ                 | LB         | ミシガン大学                   |
| 178      | フィラデルフィア・イーグルス       | ジョン・フランク                   | DE         | ユタ大学                       |
| 179      | ニューヨーク・ジェッツ             | トニー・スコット                   | CB         | ノースカロライナ州立大学       |
| 180      | ダラス・カウボーイズ               | マリオ・エドワーズ                 | CB         | フロリダ大学                   |
| 181      | デトロイト・ライオンズ             | クイントン・リース                 | DE         | オーバーン大学                 |
| 182      | カロライナ・パンサーズ             | ジェノ・ジェームズ                 | OG         | オーバーン大学                 |
| 183      | クリーブランド・ブラウンズ         | スペルゴン・ウィン                 | QB         | サウスウェストテキサス州立大学 |
| 184      | サンディエゴ・チャージャーズ       | シャノン・テイラー                 | LB         | バージニア大学                 |
| 185      | シアトル・シーホークス             | ティム・ワトソン                   | DT         | ロワン大学                     |
| 186      | ボルチモア・レイブンズ             | アダリアス・トーマス               | LB         | サザンミシシッピ大学           |
| 187      | ニューイングランド・ペイトリオッツ | アントワン・ハリス                 | SS         | バージニア大学                 |
| 188      | カンザスシティ・チーフス           | ダーネル・アルフォード             | OG         | ボストンカレッジ               |
| 189      | デンバー・ブロンコス               | マイク・アンダーソン               | RB         | ユタ大学                       |
| 190      | シアトル・シーホークス             | ジョン・ヒリャード                 | DT         | ミシシッピ州立大学             |
| 191      | ボルチモア・レイブンズ             | セドリック・ウッダード             | DT         | テキサス大学                   |
| 192      | フィラデルフィア・イーグルス       | ジョン・ロメロ                     | C          | カリフォルニア大学             |
| 193      | タンパベイ・バッカニアーズ         | デビッド・ギブソン                 | S          | USC                            |
| 194      | バッファロー・ビルズ               | リーフ・オルベ・ドロネン・ラーセン | DE         | テキサス大学エルパソ校         |
| 195      | ニューオーリンズ・セインツ         | マイケル・ホーソーン               | S          | パデュー大学                   |
| 196      | ジャクソンビル・ジャガーズ         | エマニュエル・スミス               | WR         | アーカンソー大学               |
| 197      | テネシー・タイタンズ               | ロバイアー・スミス                 | DT         | ミシガン州立大学               |
| 198      | セントルイス・ラムズ               | マット・ボウエン                   | SS         | アイオワ大学                   |
| 199*     | ニューイングランド・ペイトリオッツ | トム・ブレイディ                   | QB         | ミシガン大学                   |
| 200*     | ニューオーリンズ・セインツ         | シェロッド・ギデオン               | WR         | サザンミシシッピ大学           |
| 201*     | ニューイングランド・ペイトリオッツ | デビッド・ヌージェント             | DE         | パデュー大学                   |
| 202*     | ワシントン・レッドスキンズ         | トッド・ハサク                     | QB         | スタンフォード大学             |
| 203*     | サンディエゴ・チャージャーズ       | ダメン・ホイーラー                 | CB         | コロラド大学                   |
| 204*     | ピッツバーグ・スティーラーズ       | ジェイソン・ガバザ                 | TE         | ケント州立大学                 |
| 205*     | サンディエゴ・チャージャーズ       | ジャジュアン・シーダー             | QB         | フロリダA&M大学                |
| 206*     | クリーブランド・ブラウンズ         | ブラッド・ベデル                   | OT         | コロラド大学                   |

### 7巡指名選手
| 指名順位 | チーム                             | 選手名                   | ポジション | 出身大学                         |
| 207      | クリーブランド・ブラウンズ         | マヌイア・サベア         | OG         | アリゾナ大学                     |
| 208      | カンザスシティ・チーフス           | デズモンド・キッチングス | WR         | ファーマン大学                   |
| 209      | クリーブランド・ブラウンズ         | エリック・チャンドラー   | DE         | ジャクソン州立大学               |
| 210      | シンシナティ・ベンガルズ           | ブラッド・セントルイス   | LS         | サウスウェストミシシッピ大学     |
| 211      | アトランタ・ファルコンズ           | ダリック・ボーン         | CB         | サウスウェストテキサス州立大学   |
| 212      | サンフランシスコ・49ers            | ティム・ラテイ           | QB         | ルイジアナ工科大学               |
| 213      | テネシー・タイタンズ               | マイク・グリーン         | FB         | ヒューストン大学                 |
| 214      | デンバー・ブロンコス               | ジャリアス・ジャクソン   | QB         | ノートルダム大学                 |
| 215      | アリゾナ・カージナルス             | セコウ・サニイカ         | LB         | カリフォルニア大学               |
| 216      | ワシントン・レッドスキンズ         | デルバート・カウセット   | DT         | メリーランド大学                 |
| 217      | ニューヨーク・ジャイアンツ         | ジェレマイア・パーカー   | DE         | カリフォルニア大学               |
| 218      | ニューヨーク・ジェッツ             | リチャード・シールズ     | DT         | ユタ大学                         |
| 219      | ダラス・カウボーイズ               | オランテス・グラント     | LB         | ジョージア大学                   |
| 220      | セントルイス・ラムズ               | アンドリュー・クライン   | OG         | サンディエゴ州立大学             |
| 221      | カロライナ・パンサーズ             | レスター・タウンズ       | LB         | ワシントン大学                   |
| 222      | サンディエゴ・チャージャーズ       | ジェイソン・トーマス     | OG         | ハンプトン大学                   |
| 223**    | シカゴ・ベアーズ                   | ジェームズ・コットン     | DE         | オハイオ州立大学                 |
| 224      | グリーンベイ・パッカーズ           | マーク・トーシャー       | OT         | ウィスコンシン大学               |
| 225      | クリーブランド・ブラウンズ         | ラシディ・バーンズ       | S          | コロラド大学                     |
| 226      | ニューイングランド・ペイトリオッツ | ケイシー・ティスデイル   | DE         | ニューメキシコ大学               |
| 227      | オークランド・レイダース           | モンドリエル・フルチャー | TE         | マイアミ大学                     |
| 228      | ニューオーリンズ・セインツ         | ケビン・ハウザー         | LS         | オハイオ州立大学                 |
| 229      | グリーンベイ・パッカーズ           | ロン・ムーア             | DT         | ノースウェストオクラホマ州立大学 |
| 230      | サンフランシスコ・49ers            | ブライアン・ジェニングス | LS         | アリゾナ州立大学                 |
| 231      | オークランド・レイダース           | クリフトン・ブラック     | S          | サウスウェストテキサス州立大学   |
| 232      | マイアミ・ドルフィンズ             | ジェフ・ハリス           | GB         | ジョージア大学                   |
| 233      | バッファロー・ビルズ               | ドリュー・ハダッド       | WR         | バッファロー大学                 |
| 234      | タンパベイ・バッカニアーズ         | ジョー・ハミルトン       | QB         | ジョージア工科大学               |
| 235      | インディアナポリス・コルツ         | ロブ・レネス             | DT         | ミシガン大学                     |
| 236      | ジャクソンビル・ジャガーズ         | エリック・オルソン       | S          | コロラド州立大学                 |
| 237      | テネシー・タイタンズ               | ウェズ・シバース         | OG         | ミシシッピ州立大学               |
| 238      | インディアナポリス・コルツ         | ロドレギス・ブルックス   | CB         | アラバマ大学バーミングハム校     |
| 239*     | ニューイングランド・ペイトリオッツ | パトリック・パス         | FB         | ジョージア大学                   |
| 240*     | ミネソタ・バイキングス             | マイク・マラノ           | C          | サンディエゴ州立大学             |
| 241*     | ジャクソンビル・ジャガーズ         | ロブ・マイアー           | DT         | ワシントン州立大学               |
| 242*     | グリーンベイ・パッカーズ           | チャールズ・リー         | WR         | セントラルフロリダ大学           |
| 243*     | ジャクソンビル・ジャガーズ         | シャイロン・スティス     | RB         | バージニア工科大学               |
| 244*     | ミネソタ・バイキングス             | ギルス・コール           | TE         | テキサスA&M大学キングスビル校    |
| 245*     | ジャクソンビル・ジャガーズ         | ダニー・クラーク         | LB         | イリノイ大学                     |
| 246*     | デンバー・ブロンコス               | リロイ・フィールズ       | WR         | ジャクソン州立大学               |
| 247*     | ジャクソンビル・ジャガーズ         | マーク・バニエウィッツ   | OT         | シラキュース大学                 |
| 248*     | ミネソタ・バイキングス             | ルイス・ケリー           | OG         | サウスカロライナ州立大学         |
| 249*     | グリーンベイ・パッカーズ           | ユージン・マスカリン     | LB         | フロリダ大学                     |
| 250*     | ワシントン・レッドスキンズ         | イーサン・ハウエル       | WR         | オクラホマ州立大学               |
| 251*     | バッファロー・ビルズ               | デイション・ポーク       | LB         | アリゾナ大学                     |
| 252*     | グリーンベイ・パッカーズ           | ロンデル・ミーリー       | RB         | LSU                              |
| 253*     | デトロイト・ライオンズ             | アルフォンゾ・ブーン     | DT         | マウント・サンアントニオ大学     |
| 254**    | シカゴ・ベアーズ                   | マイク・グリーン         | S          | ノースウェスタン州立大学         |

### 主な指名権のトレード
全体2位指名権を持つニューオーリンズ・セインツは前年のドラフトでリッキー・ウィリアムズを指名するために2つの1巡指名権など8つの指名権をワシントン・レッドスキンズにトレードした。
ワシントン・レッドスキンズは、複数のドラフト1巡指名権などと引き換えにサンフランシスコ・49ersから全体3位指名権を獲得した。
全体5位指名権は前年の指名権のトレードによりアトランタ・ファルコンズからボルチモア・レイブンズにトレードされた。
ボルチモア・レイブンズはドラフト1巡、2巡指名権と引き換えにデンバー・ブロンコスから全体10位指名権を獲得した。

### ドラフト外入団の主な選手
| チーム                             | 選手名                   | ポジション |                                  |
| アトランタ・ファルコンズ           | ダグ・ジョンソン         | QB         | フロリダ大学                     |
| カロライナ・パンサーズ             | ブラッド・フーバー       | FB         | 西カロライナ大学                 |
| カロライナ・パンサーズ             | パリス・レノン           | S          | リッチモンド大学                 |
| クリーブランド・ブラウンズ         | ショーン・オハラ         | C          | ラトガース大学                   |
| ダラス・カウボーイズ               | ライアン・リンデル       | K          | ワシントン州立大学               |
| ダラス・カウボーイズ               | トロイ・ハムブリック     | RB         | サバンナ州立大学                 |
| デトロイト・ライオンズ             | ジェームズ・ホール       | DE         | ミシガン大学                     |
| インディアナポリス・コルツ         | ジャスティン・スノー     | LS         | ベイラー大学                     |
| インディアナポリス・コルツ         | スティーブ・グリーソン   | S          | ワシントン州立大学               |
| マイアミ・ドルフィンズ             | アデワレ・オグンレエ     | DE         | インディアナ大学                 |
| ニューイングランド・ペイトリオッツ | ロニー・パクストン       | LS         | サクラメント州立大学             |
| ニューオーリンズ・セインツ         | シェーン・グレアム       | K          | バージニア工科大学               |
| ニューヨーク・ジャイアンツ         | クリス・ボーバー         | C          | ネブラスカ大学オマハ校           |
| フィラデルフィア・イーグルス       | マイケル・ルイス         | WR         |                                  |
| フィラデルフィア・イーグルス       | ハンク・フラリー         | C          | ロバートモリス大学               |
| サンディエゴ・チャージャーズ       | ロニー・ジェンキンス     | RB         | 北アリゾナ大学                   |
| タンパベイ・バッカニアーズ         | ショーン・マクダーモット | LS/TE      | カンザス大学                     |
| タンパベイ・バッカニアーズ         | トッド・ヨーダー         | TE         | ヴァンダービルト大学             |
| テネシー・タイタンズ               | マイク・リーチ           | LS         | ウィリアム・アンド・メアリー大学 |
| テネシー・タイタンズ               | ビリー・ボーレック       | QB         | フレズノ州立大学                 |